# Citroën 55
Le camion Citroën 55, dit U55, apparaît en 1953, succédant au type 45. Sa production dure jusqu'en 1965, année au cours de laquelle il est remplacé par le surnommé Belphégor.
Le 55 est équipé d'un six cylindres essence de 4,58 litres développant 73 ch et d’un six cylindres Diesel de 5,18 litres pour 86 ch.
Le 55 est surtout une modernisation du type 45 apparu en 1934. La principale modification porte sur la cabine toute en courbes, presque élégante, avec un pare-brise en deux parties.
Cette cabine est montée sur trois blocs de caoutchouc (système Tri-Flex) destinés à rendre indépendante la cabine du châssis pour amoindrir les vibrations et le bruit ressentis par les occupants.
Son confort et sa ligne moderne ont permis au Citroën 55 de se démarquer de ses concurrents. Il a aussi servi de base à de multiples versions adaptées à divers usages par des carrossiers indépendants.
À partir de 1955, d’autres motorisations viennent compléter la gamme. Ces nouvelles motorisations constituent la gamme type 60.
- six cylindres essence de 5,183 litres pour 90 ch

Différents véhicules réalisés sur base de Citröen 55.
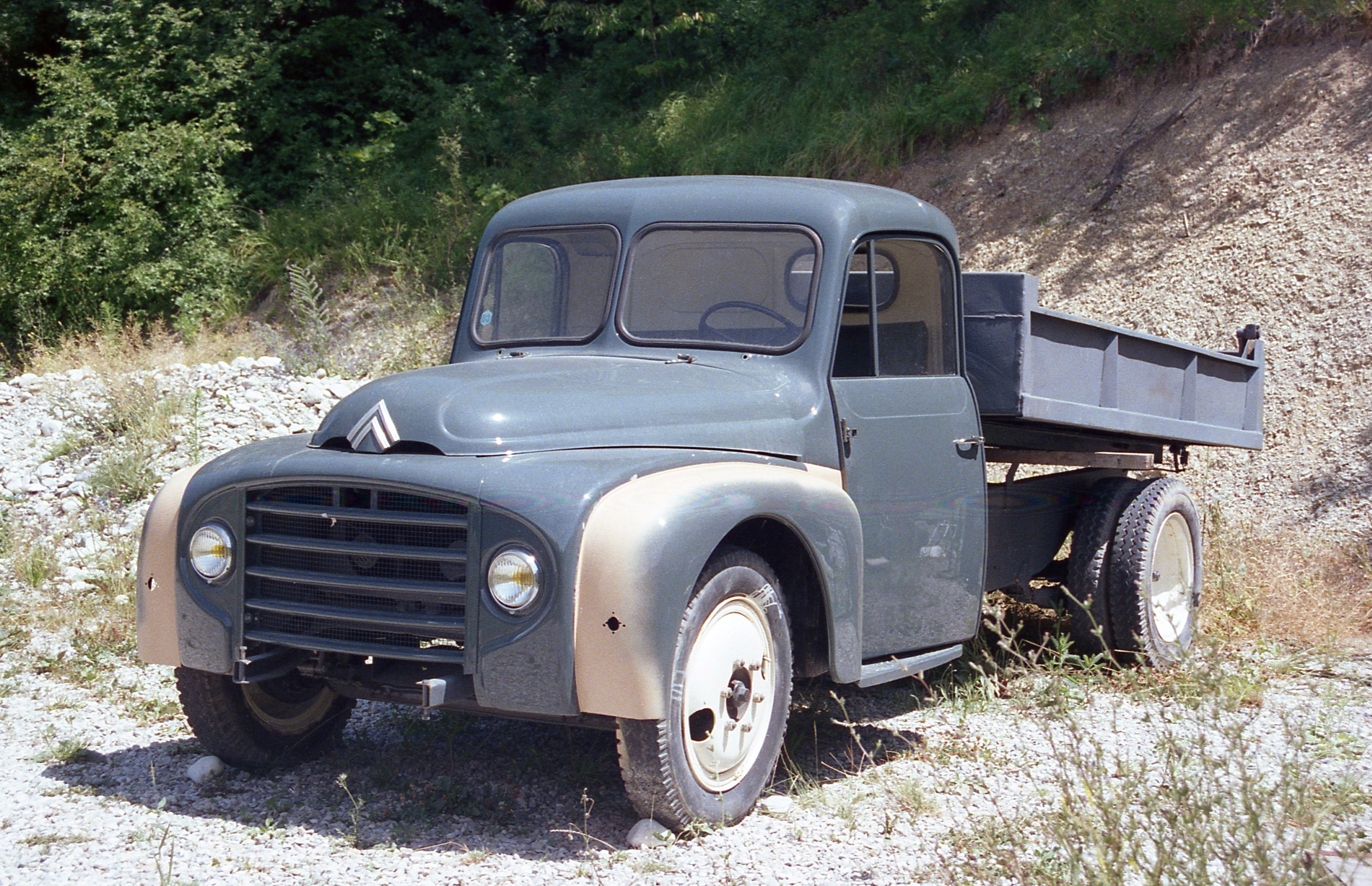
six cylindres diesel de 5,183 litres pour 93 ch Le camion apparaît dans le film Des gens sans importance, équipé d'une bétaillère.
Le 47Di est un modèle légèrement différent du 55, équipé exclusivement du moteur Diesel Citroën six cylindres d'alésage 100 mm et de course de 110 mm, d'un PTC de 9 300 kg. Son moteur fournissait une puissance de 86 ch à 2 500 tr/min.
Le Citroën Type 55 fut finalement commercialisée jusqu’en 1967, année où le Belphégor prend sa succession.
- Différents véhicules réalisés sur base de Citröen 55.
- Camion à benne basculante.
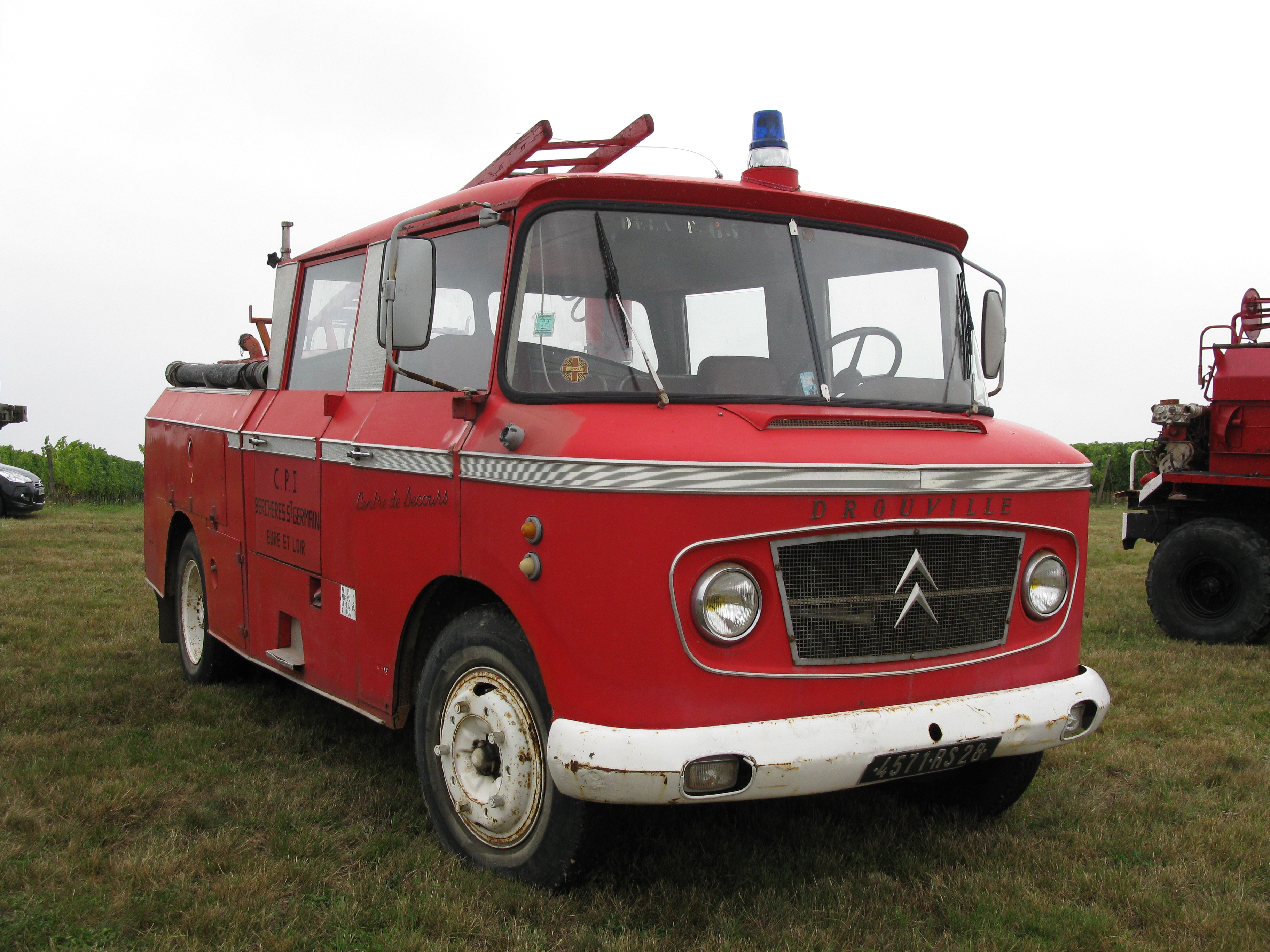
Fourgon pompe-tonne « Drouville », basé sur un Type 55 et muni d'une cabine semi-avancée Heuliez.
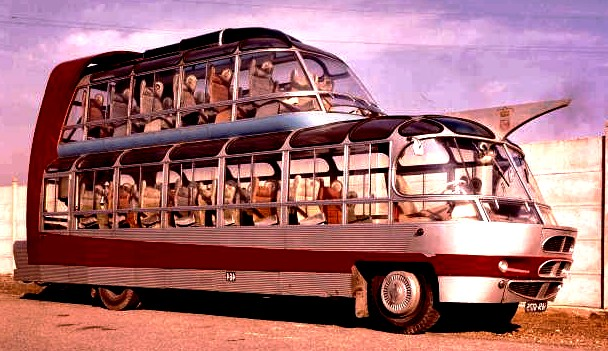
L'un des trois autobus carrossés par Currus en 1956 sur une base de châssis Citroën 55, pour l'entreprise parisienne Cityrama, organisatrice de circuits touristiques commentés.